# XII wiek
XI wiek <> XIII wiek
Lata 1100. • Lata 1110. •  Lata 1120. • Lata 1130. • Lata 1140. • Lata 1150. • Lata 1160. • Lata 1170. • Lata 1180. • Lata 1190.
1101 1102 1103 1104 1105 1106 1107 1108 1109 1110 1111 1112 1113 1114 1115 1116 1117 1118 1119 1120 1121 1122 1123 1124 1125 1126 1127 1128 1129 1130 1131 1132 1133 1134 1135 1136 1137 1138 1139 1140 1141 1142 1143 1144 1145 1146 1147 1148 1149 1150 1151 1152 1153 1154 1155 1156 1157 1158 1159 1160 1161 1162 1163 1164 1165 1166 1167 1168 1169 1170 1171 1172 1173 1174 1175 1176 1177 1178 1179 1180 1181 1182 1183 1184 1185 1186 1187 1188 1189 1190 1191 1192 1193 1194 1195 1196 1197 1198 1199 1200

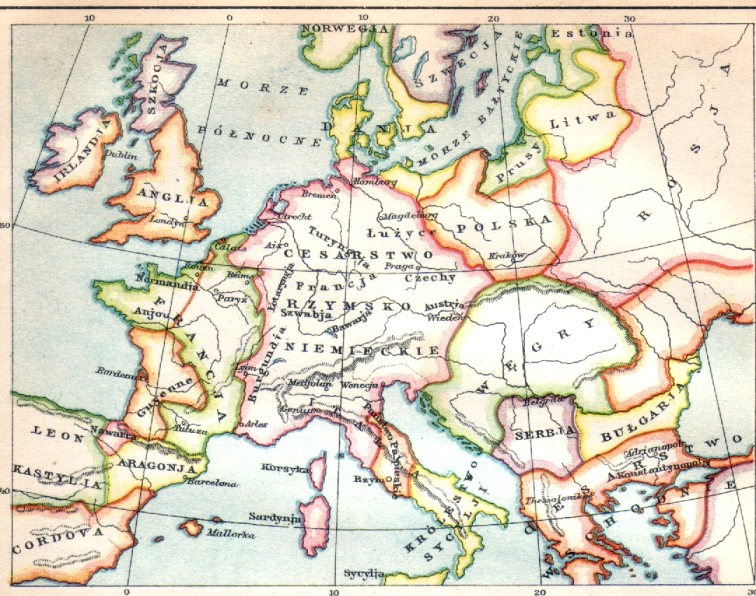
Europa w XII wieku

## Ważne wydarzenia
- 1101 – król Jerozolimy Baldwin I pokonał armię egipską w bitwie pod Ar-Ramlą (7 września)
- 1102
  - Koloman Uczony koronowany na króla Chorwacji i Dalmacji
  - zdobycie Tortosy
- 1103 – Henryk IV ogłosił tzw. pokój boży trwający 4 lata
- 1104 – zwycięstwo Turków seldżuckich nad wojskami chrześcijańskimi w bitwie pod Harran (7 maja)
- 1105 – początek panowania Henryka V (cesarza od 1111)
- 1106 – pojawiła się kometa X/1106 C1 (2 lutego)
- 1107 – Świętopełk Przemyślida księciem Czech (14 maja)
- 1108 – Ludwik VI został królem Francji (29 lipca)
- 1109 – zdobycie Trypolisu (po 5-letnim oblężeniu) i Bejrutu, utworzenie hrabstwa Trypolisu
- 1110 – krucjata norweska: krzyżowcy zdobyli Sydon (4 grudnia)
- 1111 – w Rzymie wzburzony tłum przerwał uroczystości koronacyjne króla Niemiec Henryka V na cesarza rzymskiego, po oznajmieniu przez papieża Paschalisa II, że lenna królewskie mają zostać królowi zwrócone (12 lutego)
- 1112 – późniejszy król Alfons I Zdobywca został hrabią Portugalii (1 listopada)
- 1113 – papież Paschalis II uznał zakon Szpitala św. Jana Chrzciciela i zatwierdził jego regułę (15 lutego)
- 1114 – Bolesław III Krzywousty przestał płacić Czechom trybut za Śląsk
- 1115 – wojska króla niemieckiego Henryka V Salickiego zostały pokonane przez Sasów w bitwie pod Welfesholz (11 lutego)
- 1116 – Bitwa pod Filomelionem w trakcie walk Bizantyjczyków z Seldżukami
- 1117 – w trzęsieniu ziemi w północnych Włoszech zginęło około 30 tys. osób
- 1118
  - założenie milicji Ubogich Rycerzy Chrystusa przez Hugona z Payens
  - Baldwin II królem Jerozolimy, rycerze zajęli dawną Świątynię Salomona i przybrali nazwę zakonu Świątyni (templariuszy)
  - Aragończycy odebrali Arabom Saragossę, która stała się stolicą Aragonii (18 grudnia)
  - biskup Henricus dotarł do Grenlandii (papież mianował go biskupem tej wyspy)
- 1119 – w bitwie pod Hab krzyżowcy pod dowództwem Baldwina II pokonali siły Ilghaziego, co zatrzymało muzułmańską ofensywę w północnej Syrii (14 sierpnia)
- 1120 – podczas obrad synodu Kościoła jerozolimskiego przyjęto Kodeks z Nabulusu (16 stycznia)
- około 1120 – Jugorcowie powszechnie stosowali łyżwy z kości udowych zwierząt (tereny na północ od Wołgi)
- 1121 – król Gruzji Dawid IV pokonał Turków seludżyckich w bitwie pod Didgori, zdobywając następnie Tbilisi, ostatnią turecką enklawę w Gruzji (12 sierpnia)
- 1122 – konkordat wormacki: kompromisowy układ pomiędzy cesarzem Henrykiem V a papieżem Kalikstem II (23 września)
- 1123 – został zwołany Sobór laterański I przez papieża Kaliksta II. Wprowadził zakaz zawierania małżeństw przez księży, mnichów, diakonów i subdiakonów, a także potwierdził postanowienia konkordatu wormackiego (18 marca)
- 1124 – pierwsze udokumentowane walki z bykami w Hiszpanii
- 1125 – Wyprawy krzyżowe: zwycięstwo krzyżowców nad Seldżukami w bitwie pod Azaz (11 czerwca)
- 1126 – dynastia Song przeniosła stolicę Chin na południe kraju do Hangzhou, z powodu najazdu ludów północnych
- 1127 – Dżurdżeni zdobyli Bianjing (Kaifeng), obalając cesarza Chin Qinzonga, ostatniego przedstawiciela północnej dynastii Song (9 stycznia)
- 1128 lub 1129 – synod w Troyes (14 stycznia) i ogłoszenie reguły zakonu templariuszy, Zengi władcą Aleppo
- 1129 – sojusz pomiędzy Mikołajem a Bolesławem III przeciw Warcisławowi I
- około 1130 – Bernard z Clairvaux ogłosił De laude novae militiae (kazanie dla Templariuszy)
- 1131 – Fulko V królem Jerozolimy
- 1132 – stoczono bitwę nad rzeką Sajó będącą decydującym starciem w konflikcie o władzę na Węgrzech (22 czerwca)
- 1133 – Andora została przekazana we władanie biskupów z Urgel
- 1134 – wyprawa wojsk polsko-pomorskich na Danię (nieudany atak na Roskilde)
- 1135 – Racibor I król morski rozbił flotę duńską płynącą ku wyspie Rugii i w odwecie spustoszył stolicę Danii Roskilde (9 sierpnia stoczył zakończoną sukcesem bitwę o Konungahelę)
- 1136
  - powstanie chłopów i biedoty miejskiej w Nowogrodzie (bojarzy ustanowili tam feudalną republikę)
  - Robert de Craon mistrzem zakonu templariuszy
- 1137
  - Aragonia połączyła się z Kastylią (dawna Marchia Hiszpańska) zwaną już wówczas Katalonią lub hrabstwem Barcelony (11 sierpnia)
  - powstało nowe scentralizowane państwo etiopskie, którym rządziła dynastia Zague
- 1138 – tragiczne w skutkach trzęsienie ziemi w pobliżu Aleppo (9 sierpnia); około 230 tys. ofiar
- 1139 – bulla papieża Innocentego II Omne datum optimum w intencji zakonu templariuszy (29 marca)
- 1140 – pierwsza szkoła medyczna w Salerno (Kampania)
- 1141 – stoczono bitwę pod Lincoln, w wyniku której król Anglii Stefan z Blois dostał się do niewoli, a w tym czasie tron na krótki czas przejęła cesarzowa Matylda (2 lutego)
- 1142 – zwycięstwo wojsk morawskich księcia znojemskiego Konrada II nad wojskami księcia Czech Władysława II w bitwie pod Vysoką (25 kwietnia)
- 1143 – Celestyn II wybrany na papieża (26 września)
- 1144 – turecki władca Zengi zajął Edessę (24 grudnia), stolicę Hrabstwa Edessy
- 1145 – papież Eugeniusz III wezwał do rozpoczęcia II wyprawy krzyżowej (1 grudnia)
- 1146 – Eugeniusz III ogłosił krucjatę, natomiast święty Bernard nawoływał do II krucjaty (31 marca), we Francji i w Niemczech
- 1147–1149 – II wyprawa krzyżowa
- 1147 – wyprawa feudałów niemieckich pod wodzą Henryka Lwa na kraj Obodrytów; zwycięstwo księcia Obodrytów – Niklota (26 czerwca)
- 1148 – klęska krzyżowców podczas oblężenia Damaszku (24-28 lipca)
- 1149 – Nur ad-Din wziął w posiadanie Edessę i całe hrabstwo
- około 1150 – Swerker I Starszy i Eryk IX stali się współwładcami Szwecji
- 1151 – bitwa pod Ghazni (walczyli: Ala al-Din Husayn i Bahram-Shah of Ghazna)
- 1152 – Baldwin III królem Jerozolimy
- 1153 – zajęcie Askalonu przez Baldwina III (19 sierpnia)
- 1154 – Henryk II, założyciel dynastii Plantagenetów, królem Anglii (19 grudnia)
- 1155 – Fryderyk I Barbarossa został koronowany na cesarza rzymskiego (18 czerwca)
- 1156 – Bertrand z Blanquefort mistrzem zakonu templariuszy
- 1157 – Albrecht Niedźwiedź zdobył Brennę i utworzył Marchię Brandenburską (11 czerwca)
- 1158 – cesarz Fryderyk I Barbarossa wkroczył do Włoch z liczną armią domagając się od miast rewindykacji swych uprawnień (regaliów)
- 1159 – Aleksander III został wybrany papieżem (7 września)
- około 1160 – kupcy niemieccy wylądowali u ujścia rz. Dźwiny i założyli osadę handlową (od 1200 nazywaną Rygą)
- 1161 – w bitwie pod Caishi, nad Jangcy, siły songowskie odparły inwazję wojsk dynastii Jin (26 listopada)
- 1162
  - Amalryk I królem Jerozolimy
  - miasta lombardzkie, z największym Mediolanem na czele, powstały przeciw cesarzowi Fryderykowi I Rudobrodemu (15 miast utworzyło przeciw Niemcom związek, tzw. Ligę Lombardzką)
- 1163 – IV wojna włoska Fryderyka Barbarossy: wojska cesarskie zburzyły Tarano (24 listopada)
- 1164 – Henryk II wydał tzw. konstytucje klarendońskie (poddał duchowieństwo pod jurysdykcję królewską)
- 1165 – Wilhelm I Lew został koronowany na króla Szkocji (24 grudnia)
- 1166 – Stefan Nemanja zostaje wielkim żupanem Raszki (Stara Serbia)
- 1167 – cesarz Fryderyk I ponownie wkroczył do Włoch z liczną armią (II połowa maja), zajął Rzym opuszczony przez papieża Aleksandra III
- 1168 – król Danii Waldemar I Wielki zdobył i zniszczył Arkonę - potężny gród na wyspie Rugii rozkazał także spalić ostatnią pogańską świątynię Słowian - sanktuarium Świętowita (12 czerwca)
- 1169
  - Saladyn wezyrem Egiptu
  - książęta wschodnioruscy (Andrzej Bogolubski) zdobyli i spalili Kijów
- 1170 – na ziemiach obodryckich powstało półsłowiańskie i półniemieckie Księstwo Meklemburskie, wchodzące w skład cesarstwa
- 1171 – Saladyn władcą Kairu (położył kres kalifatowi fatymidzkiemu)
- 1172 – król Anglii Henryk Młody Król poślubił Małgorzatę, córkę króla Francji Ludwika VII (27 sierpnia)
- 1173 – Tomasz Becket został kanonizowany przez papieża Aleksandra III (21 lutego)
- 1174 – Baldwin IV Trędowaty 15 lipca został królem Jerozolimy (król trędowaty)
- 1175 – papież Aleksander III zatwierdził bractwo św. Jakuba jako zakon rycerski
- 1176 – powstanie chłopskie w koreańskiej prowincji Czhungczhong
- 1177 – Saladyn pobity przez Baldwina IV pod Montgisard (25 listopada)
- 1178 – antypapież Kalikst III zakończył schizmę i podporządkował się papieżowi Aleksandrowi III (29 sierpnia)
- 1179 – Filip II August został koronowany w Reims na króla Francji (1 listopada)
- 1180 – Arnold z La Tour (Torroja) mistrzem zakonu templariuszy
- około 1181 – Chrétien de Troyes zaczął pisać O królu Arturze i rycerzach Okrągłego Stołu czyli Opowieść o Graalu
- 1181 – książę Pomorza Zachodniego, Bogusław, zagrożony przez Sasów (brak pomocy osłabionej Polski), złożył hołd lenny cesarzowi Fryderykowi I – Pomorze Zachodnie weszło w skład Rzeszy
- 1182 – powstanie żołnierzy i niewolników w Dzondzu (Korea)
- 1183 – Pokój w Konstancji: Fryderyk I Barbarossa uznał Ligę Lombardzką
- 1183–1184 – Saladyn zajął Aleppo
- 1184 – Minamoto no Yoshinaka otrzymał od cesarza Japonii władzę nad armią, a jego syn przyjął tytuł sioguna
- 1185 – Baldwin V królem Jerozolimy
- 1185–1186 – powstanie Bułgarów przeciw panowaniu Bizancjum
- 1186 – koniec panowania Ghaznawidów na północy półwyspu Indyjskiego
- 1187
  - Turcy pod wodzą Saladyna zdobyli Jerozolimę (2 października)
  - ogłoszenie trzeciej krucjaty
- 1188 – Saladyn zajął całe terytorium Franków z wyjątkiem: Trypolisu, Tyru i Antiochii
- 1189–1192 – III wyprawa krzyżowa
- 1189 – Gwidon z Lusignan oblegał Akkę (od 28 sierpnia)
- 1190
  - cesarz Barbarossa najechał Azję Mniejszą, umarł 10 czerwca topiąc się pod Konyą (Iconium)
  - w Syrii 19 listopada powstało niemieckie szpitalne bractwo rycerskie (w 1198 przekształcone w zakon rycerski Najświętszej Marii Panny – Zakon krzyżacki)
- 1191 – klęska Saladyna pod Arsuf (7 września)
- 1192
  - Minamoto Yoritomo uzyskał tytuł shōguna
  - Ryszard Lwie Serce powrócił do Europy Zachodniej, nie zdobywszy Jerozolimy
- 1193 – Filip II August ożenił się z Ingeborgą, córką króla Danii Waldemara I Wielkiego
- 1194
  - Hunac-Ceel, władca Mayapánu, z pomocą wojowników tolteckich zdobył miasto Chichén-Iitzá
  - Gilbert Erail mistrzem zakonu templariuszy
- 1195 – Almohadzi pokonali wojska kastylijskie pod Alarcos
- 1196 – zjazd książąt Rzeszy Niemieckiej (Hoftag) w Würzburgu - elekcja Fryderyka II Hohenstaufa na króla Niemiec
- 1197 – Amalryk z Lusignan królem Jerozolimy
- 1198 – papież Innocenty III ogłosił nową, czwartą krucjatę (cel: odbicie Jerozolimy)
- 1199 – oficjalne uznanie 19 lutego zakonu rycerskiego Najświętszej Marii Panny (Krzyżaków) przez papieża Innocentego III
- 1200 – norweski król Sverre stoczył bitwę w pobliżu Oslo

- silne trzęsienie ziemi zburzyło mauzoleum w Halikarnasie
- kompas, wynaleziony przez Chińczyków, trafił do Europy (za pośrednictwem arabskich kupców)
- założono Władysławowo i Puck

## Władcy Polski w XII wieku
- 1079–1102: Władysław I Herman
- 1102–1107: Zbigniew i Bolesław III Krzywousty
- 1107–1138: Bolesław III Krzywousty
- 1138–1146: Władysław Wygnaniec (książę zwierzchni)
- 1146–1173: Bolesław IV Kędzierzawy (książę zwierzchni)
- 1173–1177: Mieszko III Stary (książę zwierzchni)
- 1177–1194: Kazimierz II Sprawiedliwy (książę krakowski)
- 1194–1202: Leszek Biały (książę krakowski)

## Ważne wydarzenia w historii Polski
- 1109 – Najazd Henryka V na Polskę.
- 1110–1120 − Bolesław III Krzywousty ujarzmił i podbił Pomorze.
- 1112–1116 – Kronika Galla Anonima.
- 1138 – Początek rozbicia dzielnicowego Polski.
- 1157 – 30 sierpnia, Pokój krzyszkowski.
- 1180 – Zjazd w Łęczycy. Zniesienie zasady senioratu i przywileje dla duchowieństwa.